# Nils Kullgren
Nils Kullgren Jonasson, född 26 juli 1869 i Skillingmark, Värmlands län, död 16 juni 1940 i Köla, Värmlands län, var tillsammans med sin fru Paulina verksam som missionär i Kina 1893-1929, först i norra Kina med Christian & Missionary Alliance, därefter i Hubei-provinsen i centrala Kina med Svenska Missionsförbundet. Hans kinesiska namn var Gu Lunren, 顾伦仁.

## Biografi
Nils Kullgrens far var jordbrukare i Skillingmark i Värmland, nära den norska gränsen. I de sena tonåren arbetade Nils i en smedja i en närbelägen by.

### Bibelstudier
Vid 20 års ålder genomgick Kullgren en evangelistkurs i Närke ledd av prästen Axel Kihlstedt (1850-1915) och verkade därefter som Helgelseförbundets evangelist två år i Södermanland och ett år i Hälsingland. 1892 flyttade han till Stockholm för att studera på den nyöppnade Missionsskolan. Han avbröt studierna på hösten samma år när möjlighet gavs att delta i en av Fredrik Fransons bibelkurser i Stockholm, för att snabbare kunna komma ut på missionsfältet. Under 1892 hade Franson funnit 10 kvinnor och 10 män som var villiga att ge sina liv för Kina. De möttes i Göteborg för att resa till England för några månaders språkstudier. Bland de 20 var Kullgren och hans blivande fru Anna Paulina Brandt (1874-1933).

### Missionär i Kina
De 20 missionärerna landsteg i februari 1893 i Shanghai. Deras första fält var förlagt till Shanxi-provinsen i norra Kina och de var utsända av Christian & Missionary Alliance (C&MA), den mission som grundades 1887 av Albert Benjamin Simpson (1843-1919) och som senare övertogs av Svenska Alliansmissionen.

#### Christian & Missionary Alliance
Den 13 april 1895 hölls ett sexdubbelt missionärsbröllop i Kwei-hua-cheng (nuvarande Hohhot i Inre Mongoliet) i norra Kina och ett av de sex brudparen var Nils Kullgren och Anna Paulina Brandt. Vigseln förrättades på engelska av Internationella Missionärförbundets superintendent Le Lacheur.
Nils och Paulina blev stationerade i Kwei-hua-cheng och där föddes två söner, Joel 1896 och Josef 1897. Josef dog 1899, endast drygt ett år gammal, och begravdes i Kwei-hua-cheng.

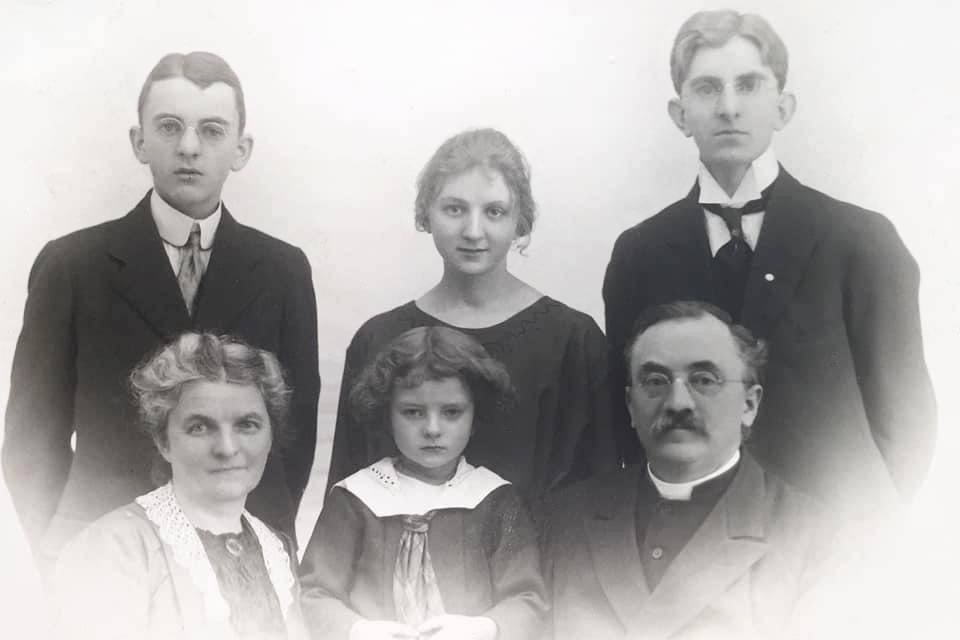
Nils Kullgren med familj, foto från Facebook-gruppen "Släkten Kullgren i Skillingmark". Överst: Folke, Rakel & Joel. Nederst: Paulina, Gösta & Nils.

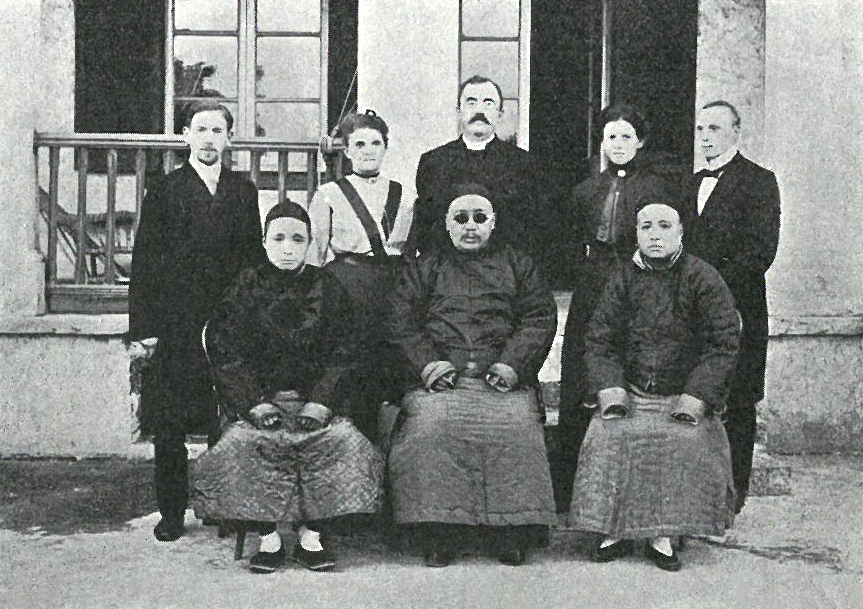
Missionärerna i Kienli (stående fr.v. Rickard Björkdahl, Paulina & Nils Kullgren, Hanna & Johan Åhs) och några kinesiska herrar, ur boken "Tjugofem år i Kina", 1916.

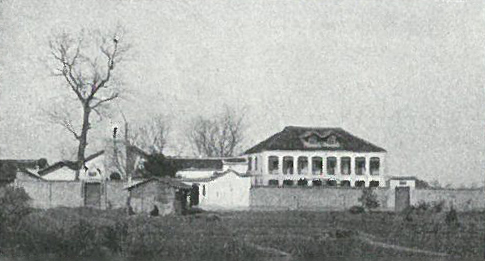
Missionsstationen i Kienli, kapellet till vänster och boningshuset till höger, ur boken "Tjugofem år i Kina", 1916.

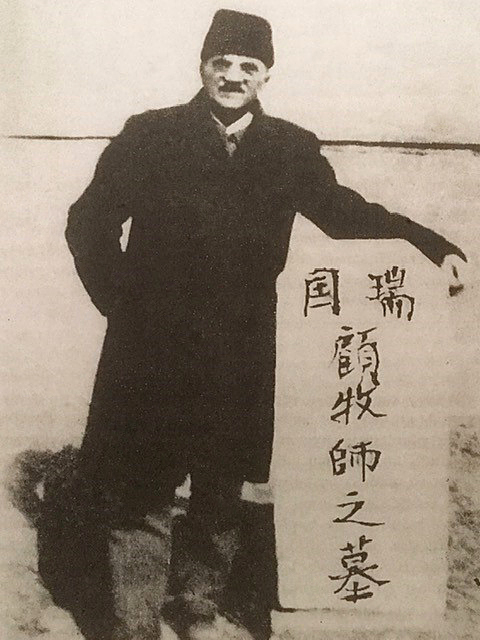
Nils Kullgren vid sin gravsten i Kwei-hua-cheng, 1929, ur "Om inte min mor och far varit lydiga den himmelska rösten...", artikel av Joel Kullgren.

1954.01.0394. Mössa i svart siden-satin, använd av Nils Kullgren i Kina, ur Etnografiska museets samlingar.

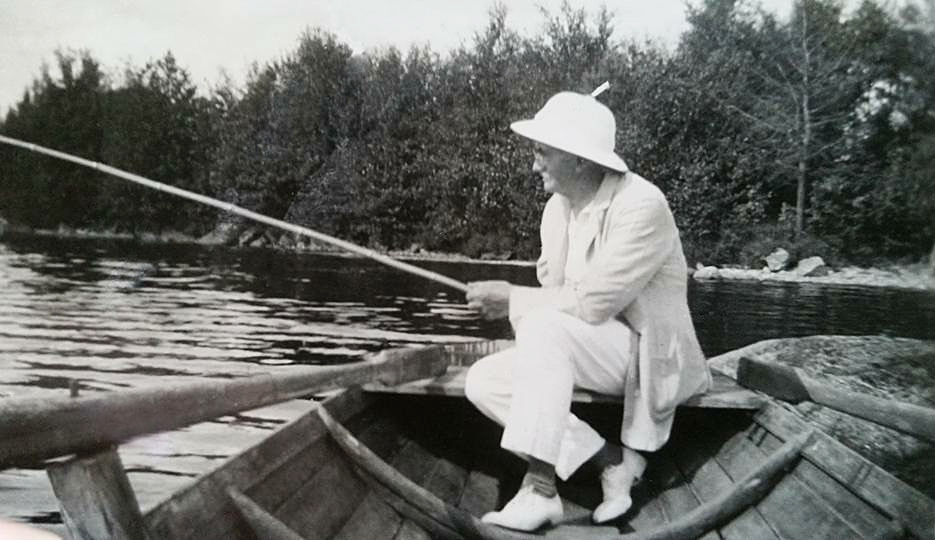
Nils Kullgren metandes i Skillingmark, där han föddes, foto från Facebook-gruppen "Släkten Kullgren i Skillingmark".

1897 företog Nils en missionsresa tillsammans med den kinesiske evangelisten Chang och Sven Person från Helgelseförbundet. Resan utgick från Kwei-hua-cheng och varade omkring 6 veckor. Först kom de till Shoh-cheo, sedan till Wing-u-fu, där de besökte en engelsk baptistmissionär. Drygt en vecka senare kom de fram till resans mål, Ho-pao-ing vid Gula floden. Därefter återvände de till Kwei-hua-cheng. De sålde 200-300 böcker under resans gång.
Efter en 7-årsperiod skulle familjen resa hem till Sverige, i mars 1900. Men under våren 1899 fick Paulina en bestämd känsla av att de skulle resa hem tidigare. Gång efter annan hörde hon en tydlig röst som sa: Res hem! Res hem! Till en början var Nils inte villig att av missionssällskapet ifråga begära någon extra favör, men inför Paulinas bestämda övertygelse skrev han och fick tillåtelse att resa hem tidigare. I november kom de hem till Sverige. I december bröt Boxarupproret ut och alla deras missionärskamrater i Kina blev mördade, likaså den lilla kristna församlingen i Kwei-hua-cheng.

#### Svenska Missionsförbundet
En tid efter hemkomsten 1899 reste Nils runt i olika församlingar och 1900 föddes dottern Rakel i Hudiksvall. Efter studier vid Missionsskolan åren 1901-1903 avskildes han till Svenska Missionsförbundets missionär vid årsmötet 1903 och i januari 1904 utreste familjen till Hubei-provinsen i centrala Kina. 1906 föddes sonen Folke i Kuling (nuvarande Lushan), ett distrikt i staden Jiujiang i norra delen av Jiangxi-provinsen i centrala Kina, nära gränsen till Hubei-provinsen. Familjen återvände till hemlandet i maj 1911 och utreste på nytt i januari 1913. Nils och Paulina verkade sedan i Hubei-provinsen i ytterligare två 7-årsperioder fram till 1929. 1916 föddes sonen Gösta, troligtvis i Kina.
När familjen flyttade hem till Sverige 1929 stannade Folke kvar i Kina. Han flyttade senare till USA, troligtvis i början av 1940-talet, och kallade sig där John F. Kullgren.
På Kinakonferensen 1908 fick Nils tillsammans med missionärskollegorna Sven Tånnkvist (1874-1959) och Elof Franzén (1880-1954) i uppdrag att resa till Kienli-distriktet för att utröna vilken plats som lämpade sig bäst för en ny huvudstation. Det hade länge funnits en önskan om en sammanbindande länk mellan Wuchang och Shasi. I november 1908 kom de till Kienli och talade där inför en stor åhörarskara. De blev alla tre förvissade om att Kienli var den rätta platsen. I december 1908 var tomtköpet avslutat och i februari 1909 påbörjades bygget. I maj 1909 kom Nils fru Paulina dit på ett kortare besök. Hon var den första utländska kvinna som någonsin besökt staden. I slutet av maj 1910 stod det mesta klart förutom kapellet som stod klart till jul samma år.
I början av 1910-talet företog han en båtresa i sällskap med Tånnkvist och Franzén, totalt 13 personer inklusive besättning. Efter en tid tog farvattnet slut och en viss oro uppstod. Men efter att båtens kapten talat med byborna lovade de att om de fick 800 "cash" (omkring 1 kr. 10 öre) så skulle de dra båten över flodbanken. Rep gjordes fast i båten och omkring 60 personer drog i dem. En man kom och började sjunga: "Jämna tag, ingen lat, alla må dra, se hur han kryper, snart är han över...". Med förenade krafter drogs båten över flodbanken under jubel och sång. På andra sidan flöt Yangtzefloden och där fortsatte färden.
Den 2 december 1924 deltog han i ett väckelsemöte i Wuchang under ledning av en av Kinas mest betydande evangelister, Wang Tsai, som tidigare varit officer i den kinesiska armén. Mötet hölls i Christian & Missionary Alliance kyrka.

#### Åter till Kwei-hua-cheng
Kullgren ville innan hemresan 1929 gärna återse sin ungdoms missionsfält i norra Kina och for därför till Peking. Där fick han i uppdrag av regeringen att dela ut ris till de hungrande i norra Kina, precis som han hade gjort 30 år tidigare. Han besökte i tur och ordning de olika missionsstationerna som nu uppehölls av Svenska Alliansmissionen och kom så småningom till Kwei-hua-cheng. Där hade han en gång tillsammans med upptäcktsresanden Sven Hedin (1865-1952) åkt fram längs stadens huvudgata. Han besökte gravplatsen utanför staden och fann ett stort monument med alla missionärers namn inristade på kinesiska. Under namnen stod det "Väntande tills Herren kommer". Bland gravstenarna fann han sig egen med inskriften "Den svenske pastor Kullgrens grav". Inskriften hade bleknat, så han köpte tusch och fyllde i de kinesiska karaktärerna. Förmodligen hade samtliga missionärer ansetts vara döda efter Boxarupproret 1899. Att familjen rest hem till Sverige strax innan var det nog ingen som visste.

### Tillbaka till Sverige
Efter hemkomsten från Kina 1929 bodde Nils och Paulina i Uppsala och på somrarna i Nils föräldrahem i Klevan, Skillingmark. Nils reste runt i Sverige och hade utställningar där han sålde föremål från Kina. Efter att Paulina gått bort 1933 fortsatte Nils att tillbringa somrarna i Skillingmark. Sommaren 1940 hade tyskarna gått in i Norge och föräldrahemmet beboddes då av svenska beredskapssoldater. Nils gick bort den sommaren, då han bodde hos en bekant i Köla, inte långt ifrån Skillingmark. Han är tillsammans med Paulina begravd på Gamla kyrkogården i Uppsala.

### Etnografisk samling
Samling 1954.01 på Etnografiska museet i Stockholm består av 2,477 föremål från Östturkestan (nuvarande Xinjiang i Kina), Kina, Alaska och Kongo. Sex av föremålen är insamlade av Kullgren i Kina, förvärvade från Svante August Flodén (1861-1946), missionär i Svenska Missionsförbundet.

## Familj
Nils Kullgren var son till Jonas Olsson Unge och Maria Olsson (född Olofsdotter). Han hade 9 syskon. Han var gift med Anna Paulina Brandt (1874-1933). De fick barnen Nils Joel (född 1896 i Kwei-hua-cheng, Kina), Josef (1897-1899, född och begraven i Kwei-hua-cheng, Kina), Rakel Paulina (född 1900 i Hudiksvall), Folke Johannes (född 1906 i Kuling, Kina) och Gösta Natanael (född 1916, troligtvis i Kina).

## Publikationer
- Tjugofem år i Kina: Svenska Missionsförbundets Kinamission, 4 kapitel av Nils Kullgren: "Kinesiska högtider" (s. 170-176), "Hur man reser i Kina" (s. 177-185), "Stationen i Kienli" (s. 247-252) och "Gatkapellet" (s. 262-266). Stockholm: Svenska Missionsförbundet. 1916. Libris 8214043
- Kullgren, Nils (1934). Kinesiskt : minnen från en 36-årig verksamhet som missionär i Kina. Stockholm: Svenska Missionsförbundet. Libris 1347200